# Christine Thellmann
Christine Thellmann (n. 20 decembrie 1986, Mediaș, Sibiu, România) este un deputat român, ales în 2020 din partea PNL. 